# Zorba (musical)
Zorba és un musical amb llibret de Joseph Stein, lletres de Fred Ebb i música de John Kander. Adaptada de la novel·la Zorba the Greek escrita per Nikos Kazantzakis el 1952, i la pel·lícula Zorba the Greek, de 1964. Se centra sobre l'amistat que es desenvolupa entre Zorba i Nikos, un jove americà que ha heretat una mina abandonada a Creta, i la seva relació romàntica amb una vídua local i una dona francesa, respectivament.
El musical s'estrenà a Broadway el 1968 en una producció dirigida per Harold Prince. Va ser nominat al Premi Tony al millor musical, en un any que també concursaren Hair, Promises, Promises i 1776 (va guanyar el darrer). La producció original es representà en 305 funcions, tenint un revival el 1983 que es representà en 362 funcions, amb un repartiment protagonitzat per Anthony Quinn.

## Sinopsi
L'acció té lloc a Creta el 1924. Nikos, un jove estudiant, ha heretat una mina que planeja ressuscitar al seu estat de treball. Amb el seu nou amic, Zorba, viatja des del Pireu i s'allotja amb una dona francesa, Hortense. Aviat es fa evident que Zorba i Hortense s'atrauen mútuament i aviat es converteix en una relació romàntica. Zorba intenta que Nikos s'interessi per una jove vídua que els porta el dinar, però Nikos ho rebutja cansadament. Zorba és molt el seu propi home i és una llei per a ell. Nikos li ha donat diners per comprar subministraments per a poder tornar a obrir la mina, però Zorba marxa i ho gasta tot en una ballarina del ventre. Mentrestant, Hortense somia romànticament amb el matrimoni amb Zorba i un anell de noces. Tot i els seus recels, Nikos agafa el seu coratge i va a visitar la Vídua. Un jove, Pavli, que té una mica de desequilibri mental en presenciar la seva trobada, es llença al mar.
L'endemà al matí, les celebracions del poble es callen quan el cos de Pavli és arrossegat a la costa. Zorba torna al poble sense subministraments per a la mina, ni diners ni anell de noces per a Hortense. Nikos li diu a la Vídua quant vol dir per a ell, i els sentiments es corresponen. Però el seu amor arriba massa tard. Un membre de la família de Pavli l'apunyala, culpant-la del suïcidi de Pavli. Les males notícies no s'aturen aquí. Una enquesta a la mina mostra que ha estat tancada massa temps i que serà impossible tornar a obrir-la. Zorba és un home filosòfic, però Nikos no pot entendre l'actitud de Zorba envers els qui van matar la vídua. Zorba explica que s'ha d'acceptar la mort tal com s'accepta la vida, només queda ballar.
Hortense s'ha posat molt malalta i, en el seu deliri, s'imagina que torna a ser una jove. Zorba es precipita al seu costat però no serveix de res. Nikos i Zorba, en el seu dolor mutu, comencen a ballar. Nikos decideix tornar a Atenes i Zorba a qualsevol lloc on la vida el porti.

## Produccions

### Producció original de Broadway
El musical s'estrenà a Broadway el 16 de novembre de 1968 a l'Imperial Theatre, representant-se en 305 funcions i 12 prèvies. Va ser dirigida per Harold Prince i coreografiat per Ron Field, el repartiment incloïa a Herschel Bernardi, Maria Karnilova, Carmen Alvarez, John Cunningham, i Lorraine Serabian. L'escenografia era de Boris Aronson, el vestuari de Patricia Zipprodt i la il·luminació era de Richard Pilbrow.
La producció rebé diverses nominacions als Premis Tony, guanyant el de millor escenografia.

### Gira pels Estats Units de 1970
El musical va ser revisat per ser menys "auster", i va fer gira amb John Raitt, incloent una nova cançó per a ell ("Bouboulina"). Chita Rivera interpretà el paper de "The Cap". Les crítiques no van ser gaire bones, i el show no tornà a Broadway.

### Revival de Broadway de 1983
El revival del 1983 va ser dirigit per Michael Cacoyannis i coreografiat per Graciela Daniele, estrenant-se el 16 d'octubre de 1983 al Broadway Theatre, representant-se en 362 funcions i 14 prèvies. El repartiment incloïa a Anthony Quinn i Lila Kedrova (protagonistes de la versió cinematogràfica, juntament amb Robert Westenberg, Debbie Shapiro i Rob Marshall.

### Revival previst per Broadway
Estava previst que al setembre 2011 s'estrenés un revival a Broadway, dirigit per David Leveaux i amb Antonio Banderas com a Zorba. En una entrevista, el productor Fran Weissler comentà que el revival estava previst pel 2011-12.

## Elements de disseny
El director Harold Prince visità Creta i Mikonos, i l'escenografia original del show reflectia el color peculiar i la llum de les illes gregues. El blanc nu dels edificis contraposat al negre fúnebre de les robes. Memorablement, "Zorba" va ser presentat en un sever chiaroscuro."

## Números musicals
| I Acte - "Life Is" – Cap i Companyia - "The First Time" – Zorba - "The Top of the Hill" – Cap i Cor - "No Boom Boom" – Madame Hortense, Zorba, Nikos i Almiralls - "Vive La Difference" – Almiralls i Ballarins - "Mine Song" § – Companyia - "The Butterfly" – Nikos, Cap, la Vídua i Cor - "Goodbye, Canavaro" – Madame Hortense i Zorba - "Gripapa" – Zorba, Cap i Cor - "Only Love" – Madame Hortense - "The Bend of the Road" – Cap i Cor - "Only Love" (Reprise) – Cap | II Acte - "Yassou" – Nikos, Zorba, Madame Hortense, Cap i Cor - "Woman" § – Zorba - "Why Can't I Speak" / "That's a Beginning" – La Vídua i Nena - "Easter Dance" § – Companyia - "Miner's Dance" § – Homes - "The Crow" – Cap i Dones - "Happy Birthday" – Madame Hortense - "I Am Free" – Zorba - "Life Is" (Reprise) – Cap i Companyia |

§ = al revival de 1983

## Recepció
D'acord amb Sheldon Patinkin, el material era massa fosc i el llibret era massa dur per a un musical de Broadway. Té un cor seriós i sovint incòmode, la mort del personatge central femení, un suïcidi... i d'altres fets depressius. No els tornarà la inversió.

## Premis i nominacions

### Producció original de Broadway
| Any  | Premi            | Categoria                               | nominat           | Resultat   |
| ---- | ---------------- | --------------------------------------- | ----------------- | ---------- |
| 1969 | Premi Tony       | Millor Musical                          | Millor Musical    | nominat    |
| 1969 | Premi Tony       | Millor Actor Protagonista de Musical    | Herschel Bernardi | nominat    |
| 1969 | Premi Tony       | Millor Actriu Protagonista de Musical   | Maria Karnilova   | nominada   |
| 1969 | Premi Tony       | Millor Actriu de Repartiment de Musical | Lorraine Serabian | nominada   |
| 1969 | Premi Tony       | Millor Direcció de Musical              | Harold Prince     | nominat    |
| 1969 | Premi Tony       | Millor Coreografia                      | Ron Field         | nominat    |
| 1969 | Premi Tony       | Millor Escenografia                     | Boris Aronson     | guanyador  |
| 1969 | Premi Tony       | Millor Vestuari                         | Patricia Zipprodt | nominada   |
| 1969 | Premi Drama Desk | Lletres Més Destacades                  | Fred Ebb          | guanyador  |
| 1969 | Premi Drama Desk | Escenografia Més Destacada              | Boris Aronson     | guanyador  |
| 1969 | Premi Drama Desk | Vestuari Més Destacat                   | Patricia Zipprodt | guanyadora |

### Revival de Broadway de 1983
| Any  | Premi               | Categoria                                      | nominat           | Resultat   |
| ---- | ------------------- | ---------------------------------------------- | ----------------- | ---------- |
| 1984 | Premi Tony          | Millor Actriu Protagonista de Musical          | Lila Kedrova      | guanyadora |
| 1984 | Premi Drama Desk    | Actiu Protagonista Més Destacada en un Musical | Lila Kedrova      | guanyadora |
| 1984 | Premi Theatre World | Premi Theatre World                            | Robert Westenberg | guanyador  |